# Penelope Evans
Pour les articles homonymes, voir Evans.
Penelope Evans, née en 1959 à Merthyr Tydfil, au pays de Galles, est une femme de lettres britannique, auteure de roman policier.

## Biographie
Née au pays de Galles, elle grandit en Écosse et en Suisse. Elle fait des études de lettres classiques à l'université de St Andrews, puis de droit à l'université de Londres, où elle obtient son diplôme d'avocate.
En 1995, elle publie son premier roman, Le Locataire (The Last Girl), puis Voyage au cœur des ténèbres (Freezing) en 1998. Selon Claude Mesplède, dans ces « deux excellents romans [elle] se livre à une analyse psychologique fine au cours d'intrigues où elle fait également preuve d'un art consommé du suspense ».

## Œuvre

### Romans
- The Last Girl (1995) Publié en français sous le titre Le Locataire, Paris, Calmann-Lévy, coll. « Calmann-Lévy suspense » (1996)  (ISBN 2-7021-2549-2) ; réédition, Paris, Pocket no 10122 (1997)  (ISBN 2-266-07345-1)
- Freezing (1998) Publié en français sous le titre Voyage au cœur des ténèbres, Paris, Calmann-Lévy, coll. « Calmann-Lévy suspense » (1998)  (ISBN 2-7021-2767-3) ; réédition Pocket no 10513 (1999)  (ISBN 2-266-08599-9)
- First Fruits (2000)
- Fatal Reunion (2006)
- My Perfect Silence (2006)
- Saving Grace (2008)
- The Weight of Water (2009)
- The Trick of The Dead (2014)

## Sources
: document utilisé comme source pour la rédaction de cet article.
- Claude Mesplède (dir.), Dictionnaire des littératures policières, vol. 1 : A - I, Nantes, Joseph K, coll. « Temps noir », 2007, 1054 p. (ISBN 978-2-910-68644-4, OCLC 315873251), p. 690